# Hypsoblennius robustus
Hypsoblennius robustus är en fiskart som beskrevs av Hildebrand, 1946. Hypsoblennius robustus ingår i släktet Hypsoblennius och familjen Blenniidae. IUCN kategoriserar arten globalt som livskraftig. Inga underarter finns listade i Catalogue of Life.